# Leonida Țurcan
Leonida Țurcan (n. 1894, Trifăuți, ținutul Soroca, gubernia Basarabia, Imperiul Rus – d. secolul al XX-lea) a fost un funcționar public și o politiciană moldoveană, membră a Sfatului Țării al Republicii Democratice Moldovenești.

## Sfatul Țării
Leonida Țurcan a fost una din membrii Sfatului Țării care a votat pentru Unirea Basarabiei cu România în sesiunea din 27 martie 1918.

## Galerie de imagini

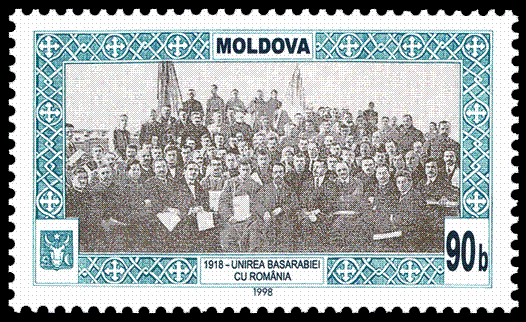
Membrii Sfatului Țării pe un timbru moldovenesc din 1998.